# Sainte-Luce, Isère
Sainte-Luce là một xã của tỉnh Isère, thuộc vùng Rhône-Alpes, đông nam nước Pháp.